# Премія «Сатурн» за найкращі спецефекти
Премія «Сатурн» за найкращі спецефекти — категорія премії Сатурн, яку вручає Академія наукової фантастики, фентезі та фільмів жахів. Категорія заснована у 1974 році.

## Лауреати і номінанти
• Лауреати виділені окремим кольором.

### 1974—1980
| Рік                                                       | Художник візуальних ефектів                                 | Фільм                             |
| --------------------------------------------------------- | ----------------------------------------------------------- | --------------------------------- |
| 2-а (1974)                                                | • Марсель Веркутере                                         | Екзорцист                         |
| 3-тя (1976)                                               |                                                             |                                   |
| • Ден О'Бенон, Джон Карпентер, Дуглас Напп та Білл Тейлор | Темна зірка                                                 |                                   |
| 4-а (1977)                                                |                                                             |                                   |
| • Л. Б. Ебботт (за всю кар'єру)                           |                                                             |                                   |
|                                                           |                                                             |                                   |
| 5-а (1978)                                                | • Джон Дикстра та Джон Стірс                                | Зоряні війни: Нова надія          |
| 5-а (1978)                                                | • Дуглас Трамбулл                                           | Близькі контакти третього ступеня |
| 5-а (1978)                                                | • Рей Гаррігаузен                                           | Сіндбад і око тигра               |
| 5-а (1978)                                                | • Альберт Вітлок та Чак Гаспар (Van der Veer Photo Effects) | Екзорцист II: Єретик              |
| 6-а (1979)                                                | • Колін Чілверс                                             | Супермен                          |
| 6-а (1979)                                                | • Айра Андерсон мол.                                        | Демієн: Omen II                   |
| 6-а (1979)                                                | • Делл Реум та Рассел Гессі                                 | Вторгнення викрадачів тіл         |
| 6-а (1979)                                                | • Генрі Міллар (Van der Veer Photo Effects)                 | Козеріг один                      |
| 6-а (1979)                                                | • Альберт Вітлок                                            | Чарівник                          |
| 7-а (1980)                                                | • Дуглас Трамбулл, Джон Дикстра та Річард Юрічіч            | Зоряний шлях: Фільм               |
| 7-а (1980)                                                | • Пітер Елленшоу                                            | Чорна діра                        |
| 7-а (1980)                                                | • Джон Еванс та Джон Річардсон                              | Місячний гонщик                   |
| 7-а (1980)                                                | • Брайан Джонсон та Нік Олдер                               | Чужий                             |
| 7-а (1980)                                                | • Роббі Нотт                                                | Фільм Маппет                      |

### 1981—1990
| Рік         | Художник візуальних ефектів                                                   | Фільм                                          |
| ----------- | ----------------------------------------------------------------------------- | ---------------------------------------------- |
| 8-а (1981)  | • Брайан Джонсон та Річард Едлунд                                             | Зоряні війни: Імперія завдає удару у відповідь |
| 8-а (1981)  | • Річард Албейн мол., Томмі Лі Воллес та Джеймс Ф. Лайлз                      | Туман                                          |
| 8-а (1981)  | • Чак Коміскі                                                                 | Битва за межі зірок                            |
| 8-а (1981)  | • Дейв Аллен та Пітер Куран                                                   | Виття                                          |
| 8-а (1981)  | • Гарі Зеллер                                                                 | Сканнери                                       |
| 9-а (1982)  | • Річард Едлунд                                                               | Індіана Джонс: У пошуках втраченого ковчега    |
| 9-а (1982)  | • Брайан Джонсон та Денніс Мюрен                                              | Вбивця Драконів                                |
| 9-а (1982)  | • Джон Стірз                                                                  | Чужі краї                                      |
| 9-а (1982)  | • Рей Гаррігаузен                                                             | Битва титанів                                  |
| 9-а (1982)  | • Джон Бункер                                                                 | Бандити часу                                   |
| 10-а (1983) | • Карло Рамбальді та Денніс Мурен                                             | Іншопланетянин                                 |
| 10-а (1983) | • Дуглас Трамбулл та Річард Юрічіч                                            | Той, що біжить по лезу                         |
| 10-а (1983) | • Джон Карл Бюхлер,Том Кемпбелл, Вільям Т. Конвей та Стів Ніл                 | Заборонений світ                               |
| 10-а (1983) | • Роб Боттін                                                                  | Щось                                           |
| 10-а (1983) | • Рой Філд та Браян Смітіс                                                    | Темний кристал                                 |
| 11-а (1984) | • Річард Едлунд, Денніс Мурен та Кен Ралстон                                  | Зоряні війни: Повернення джедая                |
| 11-а (1984) | • Ян Вінгроув                                                                 | Ніколи не кажи ніколи                          |
| 11-а (1984) | • Чак Коміскі, Кеннет Джонс та Лоуренс Е. Бенсон (Private Stock Effects Inc.) | Дивні загарбники                               |
| 11-а (1984) | • (Entertainment Effects Group)                                               | Мозковий штурм                                 |
| 11-а (1984) | • Лі Дайер                                                                    | Щось зле ось так                               |
| 12-а (1985) | • Кріс Валас                                                                  | Гремліни                                       |
| 12-а (1985) | • Баррі Нолан                                                                 | Дюна                                           |
| 12-а (1985) | • Лоуренс Е. Бенсон                                                           | Істота                                         |
| 12-а (1985) | • Ральф Вінтер                                                                | Зоряний шлях 3: У пошуках Спока                |
| 12-а (1985) | • Річард Едлунд                                                               | Космічна одіссея 2010 року                     |
| 13-а (1986) | • Кевін Пайк                                                                  | Назад у майбутнє                               |
| 13-а (1986) | • (Apogee)                                                                    | Життєва сила                                   |
| 13-а (1986) | • Брюс Ніколсон та Ральф Вінтер                                               | Дослідники                                     |
| 13-а (1986) | • (The L.A. Effects Group)                                                    | Командо                                        |
| 13-а (1986) | • Річард Едлунд                                                               | Ніч страху                                     |
| 14-а (1987) | • Стен Вінстон, Роберт Скотак та Денніс Скотак                                | Чужі                                           |
| 14-а (1987) | • Сід Мід та Ерік Аллард                                                      | Коротке замикання                              |
| 14-а (1987) | • Кен Ралстон та Майкл Лантієрі                                               | Зоряний шлях 4: Подорож додому                 |
| 14-а (1987) | • Лайл Конвей                                                                 | Маленька крамничка жахів                       |
| 14-а (1987) | • Річард Едлунд                                                               | Полтергейст 2                                  |
| 15-а (1988) | • Роб Боттін, Пітер Куран, Філ Тіпетт та Рокко Джоффре                        | Робот-поліцейський                             |
| 15-а (1988) | • Верн Гайд, Даг Бесвік та Том Салліван                                       | Повернення живих мерців 2                      |
| 15-а (1988) | • Річард Едлунд                                                               | Володарі Всесвіту                              |
| 15-а (1988) | • Майкл Лантєрі (Industrial Light & Magic)                                    | Іствікські відьми                              |
| 15-а (1988) | • Джоел Хайнек, Стен Вінстон, Річард Грінберг та Роберт М. Грінберг           | Хижак                                          |
| 15-а (1988) | • Денніс Мюрен, Білл Джордж, Харлі Джессап та Кеннет Сміт                     | Внутрішній космос                              |
| 16-а (1990) | • Джордж Гіббс, Кен Ралстон та Річард Вільямс                                 | Хто підставив кролика Роджера                  |
| 16-а (1990) | • Ерік Бревіг та Аллен Хол (Dream Quest Images)                               | Нова різдвяна казка                            |
| 16-а (1990) | • Джон Річардсон (Industrial Light & Magic)                                   | Віллоу                                         |
| 16-а (1990) | • Пітер Куран, Алан Манро, Тед Рей та Роберт Шорт                             | Бітлджус                                       |
| 16-а (1990) | • Ерік Аллард та Джефф Джарвіс                                                | Коротке замикання 2                            |
| 16-а (1990) | • Кевін Пайк, Хойт Ітман та Вілл Вінтон                                       | Місячна хода                                   |

### 1991—2000
| Рік          | Художник візуальних ефектів | Фільм                                    |
| ------------ | --- | ---------------------------------------- |
| 17-а (1991)  | • Кен Ралстон (Industrial Light & Magic) | Назад у майбутнє 2                       |
| 17-а (1991)  | • Рік Бейкер, Кен Пепіот та Денніс Майкельсон | Гремліни 2                               |
| 17-а (1991)  | • Річард Конвей та Кент Х'юстон | Пригоди барона Мюнгхаузена               |
| 17-а (1991)  | • Рік Фіхтер, Девід Сосалла та Пітер Чесні | Люба, я зменшив дітей                    |
| 17-а (1991)  | • Брюс Ніколсон, Джон Т. Ван Вліт, Річард Едлунд та Лора Бафф | Привид                                   |
| 17-а (1991)  | • Томас Л. Фішер, Ерік Бревіг та Роб Боттін (Dream Quest Images, Industrial Light & Magic, Stetson Visual Services Inc.)                                          | Згадати все                              |
| 17-а (1991)  | • Том Вудрафф молодший та Алек Гілліс (4-Ward Productions, Illusion Arts Inc., Fantasy II Film Effects)                                                           | Тремтіння землі                          |
| 17-а (1991)  | • (Industrial Light & Magic, Dream Quest Images, Fantasy II Film Effects, Wonderworks)                                                                            | Безодня                                  |
| 17-а (1991)  | • Філ Тіпетт, Роб Боттін та Пітер Куран | Робот-поліцейський 2                     |
| 18-а (1992)  | • Стен Вінстон (Industrial Light & Magic, Fantasy II Film Effects, 4-Ward Productions)                                                                            | Термінатор 2: Судний день                |
| 18-а (1992)  | • Сід Даттон, Білл Тейлор та Джин Уоррен мл. | Франкенштейн Незв'язаний                 |
| 18-а (1992)  | • Стен Вінстон та Джоел Хайнек (R/Greenberg Associates Inc.) | Хижак 2                                  |
| 18-а (1992)  | • Річард Юрічіч та Кевін Ягер (Video Image) | Нові пригоди Білла і Теда                |
| 18-а (1992)  | • Кен Ралстон (Industrial Light & Magic) | Ракетник                                 |
| 18-а (1992)  | • (Perpetual Motion Pictures, Dream Quest Images) | Чорнокнижник                             |
| 19-а (1993)  | • Кен Ралстон, Том Вудрафф мл. та Алек Гілліс (Industrial Light & Magic)                                                                                          | Смерть їй личить                         |
| 19-а (1993)  | • Роман Коппола | Дракула                                  |
| 19-а (1993)  | • Брюс Ніколсон та Нед Горман (Industrial Light & Magic) | Спогади людини-невидимки                 |
| 19-а (1993)  | • Джордж Гіббс, Річард Едлунд, Алек Гілліс та Том Вудрафф мл. | Чужий 3                                  |
| 19-а (1993)  | • Річард Тейлор та Боб Маккаррон | Жива мертвечина                          |
| 19-а (1993)  | • Алан Манро (Visual Concept Engineering (VCE), Alterian, Inc., David Miller Creations)                                                                           | Родина Адамсів                           |
| 19-а (1993)  | • Френк Сегліа, Пол Хейнс та Том Челья | Газонокосар                              |
| 20-а (1994)  | • Денніс Мюрен, Стен Вінстон, Філ Тіпетт та Майкл Лантієрі | Парк Юрського періоду                    |
| 20-а (1994)  | • (Buena Vista Visual Effects, Matte World Digital, Rhythm & Hues)                                                                                                | Фокус-покус                              |
| 20-а (1994)  | • Майкл Дж. Макалістер та Кімберлі Нельсон Локасіо | Руйнівник                                |
| 20-а (1994)  | • Річард Едлунд | Сонячна криза                            |
| 20-а (1994)  | • (Pacific Data Images (PDI), 4-Ward Productions) | Серце і душі                             |
| 20-а (1994)  | • Аріель Веласко-Шоу, Ерік Лейтон та Гордон Бейкер | Жах перед Різдвом                        |
| 20-а (1994)  | • Джон Е. Салліван (Sony Pictures Imageworks [us], Boss Film Studios, Fantasy II Film Effects, Visual Concept Engineering (VCE), The Baer Animation Company Inc.) | Останній кіногерой                       |
| 21-а (1995)  | • Джон Бруно (Digital Domain) | Правдива брехня                          |
| 21-а (1995)  | • (Illusion Arts Inc., Fantasy II Film Effects, Visual Concept Engineering)                                                                                       | Тінь                                     |
| 21-а (1995)  | • Джеффрі А. Окун та Патрік Татопулос | Зоряна брама                             |
| 21-а (1995)  | • Кен Ралстон (Industrial Light & Magic) | Форрест Ґамп                             |
| 21-а (1995)  | • Грегорі Л. Макмеррі | Патруль часу                             |
| 21-а (1995)  | • Еліот Голденталь | Ворон                                    |
| 22-а (1996)  | • Стен Паркс (Industrial Light & Magic, Amalgamated Dynamics) | Джуманджі                                |
| 22-а (1996)  | • Ерік Бревіг (Industrial Light & Magic) | Індіанець у шафі                         |
| 22-а (1996)  | • Скотт Фаррар, Стен Вінстон та Майкл Лантієрі | Конго                                    |
| 22-а (1996)  | • Річард Едлунд та Стів Джонсон | Особина                                  |
| 22-а (1996)  | • Джон Дикстра, Томас Л. Фішер, Ендрю Адамсон та Ерік Дерст | Бетмен назавжди                          |
| 22-а (1996)  | • Джоел Хайнек (Mass. Illusions LLC) | Суддя Дредд                              |
| 23-тя (1997) | • Фолькер Енгель, Клей Пінні, Дуглас Сміт та Джо Віскосіл | День незалежності                        |
| 23-тя (1997) | • Джон Нолл (Industrial Light & Magic) | Зоряний шлях: Перший контакт             |
| 23-тя (1997) | • Джим Мітчелл, Майкл Л. Фінк, Девід Ендрюс та Майкл Лантієрі (Industrial Light & Magic, Warner Digital Studios)                                                  | Марс атакує!                             |
| 23-тя (1997) | • Уес Такахаші, Чарлі Макклеллан та Річард Тейлор | Страшили                                 |
| 23-тя (1997) | • Стефен Фангмаєр, Джон Фрейзер, Хабіб Заргарпур та Генрі ЛаБонта                                                                                                 | Смерч                                    |
| 23-тя (1997) | • Скотт Сквайрс, Філ Тіпетт, Джеймс Страус та Кіт Вест | Серце дракона                            |
| 24-а (1998)  | • Філ Тіпетт, Скотт Е. Андерсон, Алек Гілліс, Том Вудрафф мл. та Джон Річардсон                                                                                   | Зоряний десант                           |
| 24-а (1998)  | • Кен Ралстон, Стівен Розенбаум, Джером Чен та Марк Холмс | Контакт                                  |
| 24-а (1998)  | • Карен Е. Гулекас та Марк Стетсон | П'ятий елемент                           |
| 24-а (1998)  | • Денніс Мурен, Стен Вінстон, Майкл Лантієрі та Ренді Дутра | Парк Юрського періоду 2: Загублений світ |
| 24-а (1998)  | • Пітоф, Ерік Генрі, Алек Гілліс, Том Вудрафф мл. | Чужий: Воскресіння                       |
| 24-а (1998)  | • Ерік Бревіг, Пітер Чесні, Роб Коулман та Рік Бейкер | Люди в чорному                           |
| 25-а (1999)  | • Фолькер Енгель, Патрік Татопулос, Карен Е. Гулекас та Клей Пінні                                                                                                | Ґодзілла                                 |
| 25-а (1999)  | • Ангус Бікертон | Загублені у космосі                      |
| 25-а (1999)  | • Роджер Гайєтт, Стівен Фангмайер та Ніл Корбоулд | Врятувати рядового Раяна                 |
| 25-а (1999)  | • Рік Бейкер, Хойт Ітман, Аллен Холл та Джим Мітчелл | Могутній Джо Янг                         |
| 25-а (1999)  | • Пет МакКланг, Річард Р. Гувер та Джон Фрейзер | Армагеддон                               |
| 25-а (1999)  | • Ендрю Мейсон, Мара Браян, Пітер Дойл та Том Девіс | Темне місто                              |
| 26-а (2000)  | • Роб Коулман, Джон Нолл, Денніс Мюрен та Скотт Сквайрс | Зоряні війни: Прихована загроза          |
| 26-а (2000)  | • Джон Гаета, Янек Сіррс, Стів Кортлі та Джон Тум | Матриця                                  |
| 26-а (2000)  | • Джон Дикстра, Генрі Ф. Андерсон III, Джером Чен та Ерік Аллард                                                                                                  | Стюарт Літтл                             |
| 26-а (2000)  | • Стен Вінстон, Білл Джордж, Кім Бромлі та Роберт Стедд | У пошуках галактики                      |
| 26-а (2000)  | • Джим Мітчелл, Джосс Вільямс, Кевін Ягер та Марк С. Міллер | Сонна лощина                             |
| 26-а (2000)  | • Джон Ендрю Бертон мол., Деніел Жаннетт, Бен Сноу та Кріс Корбоулд                                                                                               | Мумія                                    |

### 2001—2010
| Рік          | Художник візуальних ефектів                                                                   | Фільм                                               |
| ------------ | --------------------------------------------------------------------------------------------- | --------------------------------------------------- |
| 27-а (2001)  | • Скотт Е. Андерсон, Крейг Хейс, Скотт Стокдик та Стен Паркс                                  | Невидимка                                           |
| 27-а (2001)  | • Стефен Фангмайер, Хабіб Заргарпур, Тім Александер та Джон Фрейзер                           | Ідеальний шторм                                     |
| 27-а (2001)  | • Майкл Л. Фінк, Майкл Дж. Макалістер, Девід Прескотт та Тереза Елліс Райгіл                  | Люди Ікс                                            |
| 27-а (2001)  | • Кевін Скотт Мак, Метью Е. Батлер, Браян Грілл та Аллен Хол                                  | Як Ґрінч украв Різдво                               |
| 27-а (2001)  | • Міхаель Лантьєрі та Давид Джевецький (Amalgamated Dynamics, Rhythm, Hues Cinesite, VCE.Com) | Шостий день                                         |
| 28-а (2002)  | • Денніс Мурен, Скотт Фаррар, Стен Вінстон та Майкл Лантієрі                                  | Штучний розум                                       |
| 28-а (2002)  | • Джим Райгіл, Рендалл Вільям Кук, Річард Тейлор, Марк Стетсон                                | Володар перснів: Хранителі Персня                   |
| 28-а (2002)  | • Джим Мітчелл, Денні Гордон Тейлор, Дональд Елліот та Джон Розенгрант                        | Парк Юрського періоду 3                             |
| 28-а (2002)  | • Джон Ендрю Бертон молодший, Деніел Жаннетт, Ніл Корбоулд та Томас Россетер                  | Мумія повертається                                  |
| 28-а (2002)  | • Роберт Легато, Нік Девіс, Роджер Гайєтт та Джон Річардсон                                   | Гаррі Поттер і філософський камінь                  |
| 28-а (2002)  | • Джон Павелл та Гаррі Греґсон-Вільямс                                                        | Братство вовка                                      |
| 29-а (2003)  | • Роб Коулман, Пабло Хелман, Джон Нолл та Бен Сноу                                            | Зоряні війни: Атака клонів                          |
| 29-а (2003)  | • Джим Райгіл, Джо Леттері, Рендалл Вільям Кук, Алекс Фанк                                    | Володар перснів: Дві вежі                           |
| 29-а (2003)  | • Скотт Фаррар, Генрі ЛаБонта, Майкл Лантьері та Натан МакГіннесс                             | Особлива думка                                      |
| 29-а (2003)  | • Джим Мітчелл, Нік Девіс, Джон Річардсон та Білл Джордж                                      | Гаррі Поттер і таємна кімната                       |
| 29-а (2003)  | • Джоел Хайнек, Меттью Е. Батлер, Шон Ендрю Фаден та Джон Фрейзер                             | Три ікси                                            |
| 29-а (2003)  | • Райнхольд Хайль та Джонні Клімек                                                            | Людина-павук                                        |
| 30-а (2004)  | • Джим Райгіл, Джо Леттері, Рендалл Вільям Кук та Алекс Фанк                                  | Володар перснів: Повернення короля                  |
| 30-а (2004)  | • Пабло Хелман, Денні Гордон Тейлор, Аллен Холл та Джон Розенгрант                            | Термінатор 3: Повстання машин                       |
| 30-а (2004)  | • Майкл Л. Фінк, Річард Е. Холландер, Стівен Розенбаум та Майк Везіна                         | Люди Ікс 2                                          |
| 30-а (2004)  | • Джон Нолл, Хел Т. Хікель, Террі Д. Фразі та Чарльз Гібсон                                   | Пірати Карибського моря: Прокляття «Чорної перлини» |
| 30-а (2004)  | • Джон Гаета, Кім Лібрері, Джордж Мерфі та Крейг Хейс                                         | Матриця: Революція                                  |
| 30-а (2004)  | • Денніс Мурен, Едвард Хірш, Колін Бреді та Майкл Лантієрі                                    | Халк                                                |
| 31-а (2005)  | • Джон Дикстра, Скотт Стокдик, Ентоні ЛаМолінара та Джон Фрейзер                              | Людина-павук 2                                      |
| 31-а (2005)  | • Джон Нельсон, Ендрю Р. Джонс, Ерік Неш та Джо Леттері                                       | Я, робот                                            |
| 31-а (2005)  | • Роджер Гайєтт, Тім Берк, Білл Джордж та Джон Річардсон                                      | Гаррі Поттер і в'язень Азкабану                     |
| 31-а (2005)  | • Скотт Сквайрс, Бен Сноу, Деніел Джанетт та Сід Даттон                                       | Ван Хелсінг                                         |
| 31-а (2005)  | • Карен Е. Гулекас, Ніл Корбоулд, Грег Штраус та Ремо Балселлс                                | Післязавтра                                         |
| 31-а (2005)  | • Пітер Чанг, Пабло Хелман та Томас Дж. Сміт                                                  | Хроніки Ріддіка                                     |
| 32-а (2006)  | • Джо Леттері, Річард Тейлор, Крістіан Ріверс та Браян Вант Хал                               | Кінг-Конг                                           |
| 32-а (2006)  | • Янек Сіррс, Ден Гласс, Кріс Корбоулд та Пол Дж. Франклін                                    | Бетмен: Початок                                     |
| 32-а (2006)  | • Денніс Мурен, Пабло Хелман, Ренді Дутра та Ден Судік                                        | Війна світів                                        |
| 32-а (2006)  | • Джим Мітчелл, Тім Александер, Тімоті Веббер та Джон Річардсон                               | Гаррі Поттер і келих вогню                          |
| 32-а (2006)  | • Дін Райт, Білл Вестенхофер, Джим Берні та Скотт Фаррар                                      | Хроніки Нарнії: Лев, чаклунка та шафа               |
| 32-а (2006)  | • Джон Нолл, Роджер Гайєтт, Роб Коулман та Браян Джернанд                                     | Зоряні війни: Помста ситхів                         |
| 33-тя (2007) | • Джон Нолл, Хел Т. Хікель, Чарльз Гібсон та Аллен Хол                                        | Пірати Карибського моря: Скриня мерця               |
| 33-тя (2007) | • Джон Бруно, Ерік Сейндон, Крейг Лін та Майк Везіна                                          | Люди Ікс: Остання битва                             |
| 33-тя (2007) | • Марк Стетсон, Ніл Корбоулд, Річард Р. Гувер та Джон Тум                                     | Повернення Супермена                                |
| 33-тя (2007) | • Роджер Гайєтт, Рассел Ерл, Пет Тубах та Ден Судік                                           | Місія нездійсненна 3                                |
| 33-тя (2007) | • Джеремі Доусон, Ден Шрекер, Марк Г. Сопер та Пітер Паркс                                    | Фонтан                                              |
| 33-тя (2007) | • Карін Джой, Джон Ендрю Бертон-молодший, Блер Кларк та Джон Дітц                             | Павутиння Шарлотти                                  |
| 34-а (2008)  | • Скотт Фаррар, Скотт Бенза, Рассел Ерл та Джон Фрейзер                                       | Трансформери                                        |
| 34-а (2008)  | • Джон Нолл, Хел Т. Хікель, Чарльз Гібсон та Джон Фрейзер                                     | Пірати Карибського моря: На краю світу              |
| 34-а (2008)  | • Тім Берк, Джон Річардсон, Пол Дж. Франклін та Грег Батлер                                   | Гаррі Поттер та Орден Фенікса                       |
| 34-а (2008)  | • Кріс Уоттс, Грант Фрекельтон, Дерек Вентворт та Деніел Ледюк                                | 300 спартанців                                      |
| 34-а (2008)  | • Майкл Л. Фінк, Білл Вестенхофер, Бен Морріс та Тревор Вуд                                   | Золотий компас                                      |
| 34-а (2008)  | • Скотт Стокдик, Пітер Нофз, Спенсер Кук та Джон Фрейзер                                      | Людина-павук 3                                      |
| 35-а (2009)  | • Нік Девіс, Кріс Корбоулд, Тімоті Веббер та Пол Дж. Франклін                                 | Темний лицар                                        |
| 35-а (2009)  | • Майк Вассел, Адріан Де Вет, Ендрю Чепмен та Імон Батлер                                     | Хеллбой 2: Золота армія                             |
| 35-а (2009)  | • Пабло Гельман та Ден Судік                                                                  | Індіана Джонс і королівство кришталевого черепа     |
| 35-а (2009)  | • Ерік Барба, Стів Пріг, Берт Далтон та Крейг Беррон                                          | Загадкова історія Бенджаміна Баттона                |
| 35-а (2009)  | • Джон Нельсон, Бен Сноу, Ден Судік та Шейн Махан                                             | Залізна людина                                      |
| 35-а (2009)  | • Дін Райт та Венді Роджерс                                                                   | Хроніки Нарнії: Принц Каспіан                       |
| 36-а (2010)  | • Джо Леттері, Стівен Розенбаум, Річард Бейнхем та Ендрю Р. Джонс                             | Аватар                                              |
| 36-а (2010)  | • Роджер Гайєтт, Рассел Ерл, Пол Кавана та Берт Далтон                                        | Зоряний шлях                                        |
| 36-а (2010)  | • Джон 'D.J.' Де Жарден, Пітер Г. Треверс, Джоел Віст та Джессіка Норман                      | Хранителі                                           |
| 36-а (2010)  | • Ден Кауфман, Пітер Муйзерс, Роберт Хаброс та Метт Ейткен                                    | Дев'ятий округ                                      |
| 36-а (2010)  | • Фолькер Енгель, Марк Вайгерт та Майк Везіна                                                 | 2012                                                |
| 36-а (2010)  | • Тім Берк, Джон Річардсон, Ніколас Айтаді та Тім Александер                                  | Гаррі Поттер і Напівкровний Принц                   |

### 2011—2021
| Рік          | Художник візуальних ефектів                                               | Фільм                                         |
| ------------ | ------------------------------------------------------------------------- | --------------------------------------------- |
| 37-а (2011)  | • Кріс Корбоулд, Ендрю Локлі, Пол Дж. Франклін та Пітер Бебб              | Початок                                       |
| 37-а (2011)  | • Баррі Хемслі та Ангус Бікертон                                          | Хроніки Нарнії: Підкорювач Світанку           |
| 37-а (2011)  | • Гед Райт, Янек Сіррс, Бен Сноу та Ден Судік                             | Залізна людина 2                              |
| 37-а (2011)  | • Ніколас Айтаді, Джон Річардсон, Крістіан Манц та Тім Берк               | Гаррі Поттер і Смертельні реліквії: Частина 1 |
| 37-а (2011)  | • Карл Денхем, Стів Пріг, Ерік Барба та Нікос Калайцідіс                  | Трон: Спадок                                  |
| 37-а (2011)  | • Кен Ралстон, Кері Віллегас, Том К. Пайцман та Девід Шауб                | Аліса в Країні Чудес                          |
| 38-а (2012)  | • Ден Леммон, Джо Леттері, Р. Крістофер Уайт та Деніел Барретт            | Повстання планети мавп                        |
| 38-а (2012)  | • Скотт Бенза, Джон Фрейзер, Меттью Е. Батлер та Скотт Фаррар             | Трансформери: Темний бік Місяця               |
| 38-а (2012)  | • Стів Райлі, Рассел Ерл, Кім Лібрері та Денніс Мурен                     | Супер 8                                       |
| 38-а (2012)  | • Скотт Е. Андерсон, Метт Ейткен, Джо Леттері, Маттіас Менц та Кіт Міллер | Пригоди Тінтіна: Таємниця «Єдинорога»         |
| 38-а (2012)  | • Тім Берк, Грег Батлер, Джон Річардсон та Девід Вікері                   | Гаррі Поттер і Смертельні реліквії: Частина 2 |
| 38-а (2012)  | • Марк Г. Сопер, Крістофер Таунсенд та Пол Корбоулд                       | Перший месник                                 |
| 39-а (2013)  | • Янек Сіррс, Джефф Уайт, Гай Вільямс та Ден Судік                        | Месники                                       |
| 39-а (2013)  | • Джо Леттері, Ерік Сейндон, Девід Клейтон та Р. Крістофер Уайт           | Хоббіт: Несподівана подорож                   |
| 39-а (2013)  | • Кріс Корбоулд, Пітер Чанг, Скотт Р. Фішер та Сью Роу                    | Джон Картер: між двох світів                  |
| 39-а (2013)  | • Седрік Ніколас-Троян, Філ Бреннан, Ніл Корбоулд та Майкл Доусон         | Білосніжка та мисливець                       |
| 39-а (2013)  | • Грейді Кофер, Пабло Хелман, Джіні Кінг та Берт Далтон                   | Морський бій                                  |
| 39-а (2013)  | • Білл Вестенгофер, Гійом Рошерон, Ерік-Ян де Бур та Дональд Елліот       | Життя Пі                                      |
| 40-а (2014)  | • Тім Веббер, Кріс Лоуренс, Дейв Ширк та Ніл Корбоулд                     | Гравітація                                    |
| 40-а (2014)  | • Джо Леттері, Ерік Сейндон, Девід Клейтон та Ерік Рейнольдс              | Хоббіт: Пустка Смога                          |
| 40-а (2014)  | • Джон Нолл, Джеймс Е. Прайс, Клей Пінні, Рокко Ларіца                    | Тихоокеанський рубіж                          |
| 40-а (2014)  | • Роджер Гайєтт, Патрік Тубах, Бен Гроссманн та Берт Далтон               | Стартрек: Відплата                            |
| 40-а (2014)  | • Джейк Моррісон, Пол Корбоулд та Марк Брекспір                           | Тор: Царство темряви                          |
| 40-а (2014)  | • Джо Леттері, Джон 'D.J.' Де Жарден та Ден Леммон                        | Людина зі сталі                               |
| 41-а (2015)  | • Пол Дж. Франклін, Ендрю Локлі, Ян Хантер та Скотт Р. Фішер              | Інтерстеллар                                  |
| 41-а (2015)  | • Джо Леттері, Ерік Сейндон, Девід Клейтон та Р. Крістофер Уайт           | Хоббіт: Битва п'яти воїнств                   |
| 41-а (2015)  | • Гері Брозеніч, Нік Девіс, Джонатан Фокнер та Меттью Руло                | На межі майбутнього                           |
| 41-а (2015)  | • Джо Леттері, Ден Леммон, Деніел Барретт та Ерік Вінквіст                | Світанок планети мавп                         |
| 41-а (2015)  | • Ден ДеЛю, Рассел Ерл, Браян Грілл та Ден Судік                          | Перший месник: Друга війна                    |
| 41-а (2015)  | • Стефан Черетті, Ніколас Айтаді, Джонатан Фокнер та Пол Корбоулд         | Вартові галактики                             |
| 42-а (2016)  | • Роджер Гайетт, Патрік Тубах, Ніл Сканлан та Кріс Корбоулд               | Зоряні війни: Пробудження Сили                |
| 42-а (2016)  | • Ендрю Джексон, Том Вуд, Ден Олівер та Енді Вільямс                      | Шалений Макс: Дорога гніву                    |
| 42-а (2016)  | • Ендрю Уайтхерст, Пол Норріс, Марк Вільямс Ардінгтон та Сара Беннет      | Ex Machina                                    |
| 42-а (2016)  | • Джон Розенгрант, Майкл Лантієрі та Тім Александер                       | Світ Юрського періоду                         |
| 42-а (2016)  | • Річард Стаммерс, Андерс Ленглендс, Кріс Лоуренс та Стівен Уорнер        | Марсіянин                                     |
| 42-а (2016)  | • Пол Корбоулд, Крістофер Таунсенд, Бен Сноу та Пол Баттерворт            | Месники: Ера Альтрона                         |
| 43-тя (2017) | • Джон Нолл, Мохен Лео, Хел Хікель та Ніл Корбоулд                        | Бунтар Один. Зоряні Війни. Історія            |
| 43-тя (2017) | • Джо Леттері та Джоел Віст                                               | Великий дружній велетень                      |
| 43-тя (2017) | • Тім Берк, Крістіан Манц та Девід Уоткінс                                | Фантастичні звірі і де їх шукати              |
| 43-тя (2017) | • Луї Морін та Райал Косгроув                                             | Прибуття                                      |
| 43-тя (2017) | • Стефан Черетті, Річард Блафф та Вінсент Сіреллі                         | Доктор Стрендж                                |
| 43-тя (2017) | • Роберт Легато, Адам Вальдес, Ендрю Р. Джонс та Ден Леммон               | Книга джунглів                                |
| 44-а (2018)  | • Крістофер Таунсенд, Гай Вільямс, Джонатан Фокнер та Ден Судік           | Вартові галактики 2                           |
| 44-а (2018)  | • Бен Морріс, Майк Малхолланд, Кріс Корбоулд та Ніл Сканлан               | Зоряні війни: Останні джедаї                  |
| 44-а (2018)  | • Джо Леттері, Ден Леммон, Деніел Барретт та Джоел Віст                   | Війна за планету мавп                         |
| 44-а (2018)  | • Джон Нельсон, Пол Ламберт, Річард Р. Гувер та Герд Нефцер               | Той, хто біжить по лезу 2049                  |
| 44-а (2018)  | • Стівен Розенбаум, Джефф Уайт, Скотт Бенза та Майк Мейнардус             | Конг: Острів Черепа                           |
| 44-а (2018)  | • Джеффрі Бауманн, Крейг Хеммак та Ден Судік                              | Чорна Пантера                                 |
| 45-а (2019)  | • Ден ДеЛю, Метт Ейткен, Рассел Ерл та Ден Судік                          | Месники: Завершення                           |
| 45-а (2019)  | • Гійом Рошерон, Ерік Фрейзер, Браян Коннор та Пітер Нофз                 | Ґодзілла ІІ: Король монстрів                  |
| 45-а (2019)  | • Хью Дж. Еванс, Ендрю Бут, Джоді Джонсон та Ніл Корбоулд                 | Місія нездійсненна: Фолаут                    |
| 45-а (2019)  | • Роджер Гайетт, Грейді Кофер, Меттью Е. Батлер та Дейв Ширк              | Першому гравцю приготуватися                  |
| 45-а (2019)  | • Скотт Фаррар, Скотт Бенза та Рік О'Коннор                               | Тихе місце                                    |
| 45-а (2019)  | • Майкл Малхолланд, Девід Сігер, Даніеле Бігі та Джефф Капогреко          | Аладдін                                       |
| 45-а (2019)  | • Янек Сіррс, Теодор Бялек, Брендан Силс та Алексіс Вайсброт              | Людина-павук: Далеко від дому                 |
| 46-а (2020)  | • Роджер Гайетт, Ніл Сканлан, Патрік Тубах та Домінік Туохі               | Зоряні війни: Скайвокер. Сходження            |
| 46-а (2020)  | • Ніколас Брукс та Крісті Холлідж                                         | Воно: Частина друга                           |
| 46-а (2020)  | • Кен Еглі та Роберт Легато                                               | Король Лев                                    |
| 46-а (2020)  | • Ерік Барба, Ніл Корбоулд, Вінод Гундре та Шелдон Стопсек                | Термінатор: Фатум                             |
| 46-а (2020)  | • Скотт Р. Фішер та Аллен Маріс                                           | До зірок                                      |
| 46-а (2020)  | • Майк Чемберс, Скотт Р. Фішер, Ендрю Джексон та Ендрю Локлі              | Тенет                                         |
| 46-а (2020)  | • Марк Хокер, Яель Мейджорс та Грег Стіл                                  | Хижі пташки (та фантастична Харлі Квін)       |